# Nokia X
Nokia X è una gamma di smartphone introdotti da Nokia nel 2014 che montano una versione forked di Android. La loro fascia di prezzo è posta a metà tra i dispositivi della serie Asha e della serie Lumia.

## Descrizione

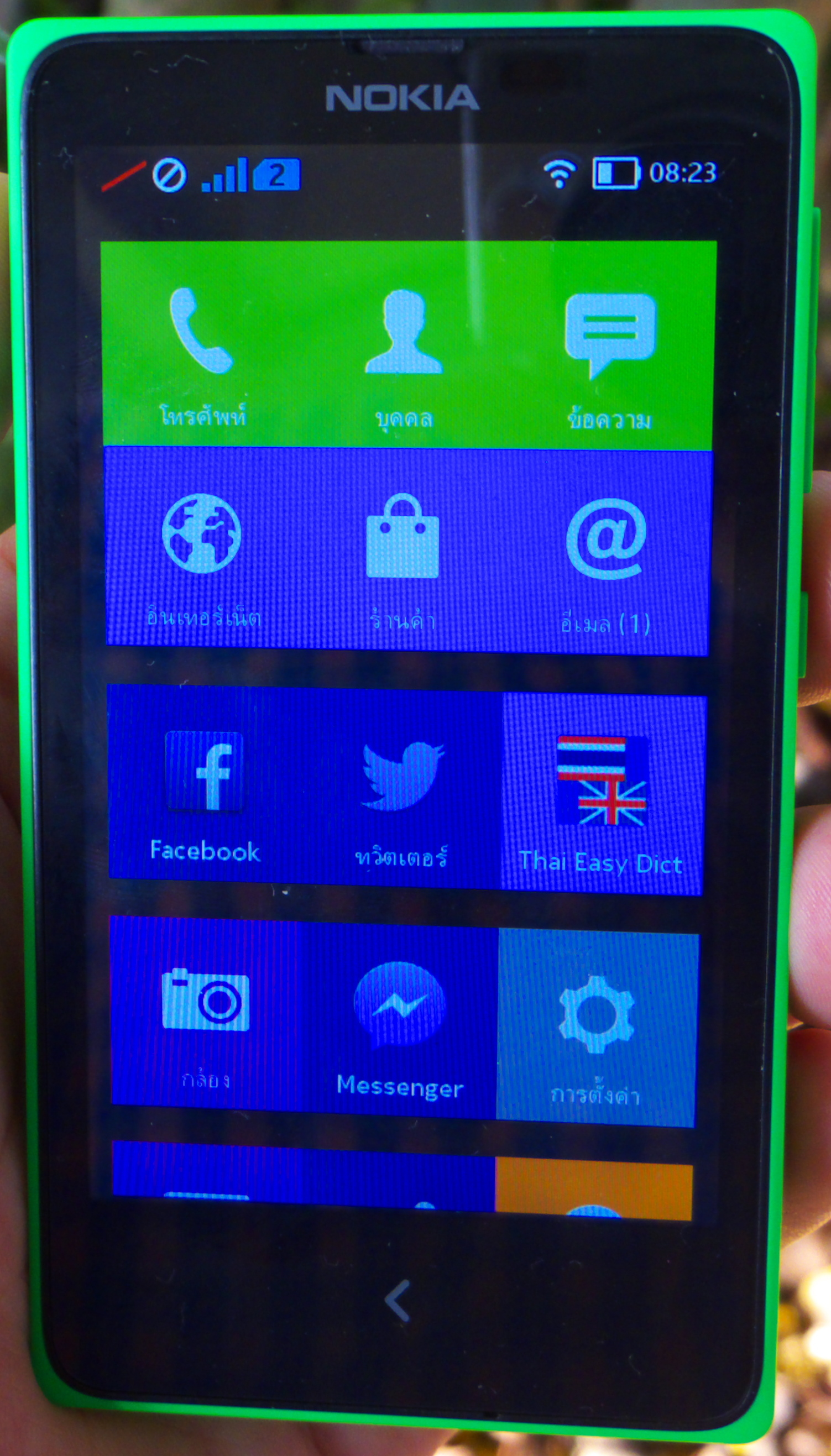
Nokia X (2014)

La piattaforma software dei Nokia X è basata su Android Open Source Project (AOSP) v4.4.2 e su kernel Linux. Nokia ha combinato le applicazioni di Android con l'esperienza tipica della sua azienda (come per esempio HERE Maps, Nokia Xpress e MixRadio) e i servizi Microsoft (come Skype e Outlook). Secondo Nokia il software porta "il meglio di ogni mondo". Il sistema operativo comprende anche funzionalità della piattaforma Nokia Asha, ad esempio Fastlane. L'interfaccia utente imita quella dei Windows Phone, che gira negli smartphone della serie Lumia. Il sistema operativo dei Nokia X è stato paragonato a quello dei Kindle Fire di Amazon, il Fire OS, anch'esso basato su AOSP.
Le applicazioni di Google sono state sostituite da quelle di Nokia e di Microsoft. Anche se il Google Play non è presente nel device, Nokia mette a disposizione le applicazioni dal Nokia Store, Nokia ha confermato la compatibilità con il 75% delle applicazioni Android.
In termini di hardware, i dispositivi Nokia X sono molto somiglianti ai più recenti featurphone Asha (50x e 230), oltre ad avere caratteristiche in comune con i Lumia. È presente un unico tasto "indietro" (<) come negli Asha 50x and 230.
Tutti i modelli sono provvisti di tecnologia dual SIM.

## Modelli
| Modello     | Chipset                                      | Schermo               | Distribuzione | Rete    | Fotocamera | Fotocamera          | Batteria              | RAM    |
| Modello     | Chipset                                      | Schermo               | Distribuzione | Rete    | Principale | Frontale            | Batteria              | RAM    |
| ----------- | -------------------------------------------- | --------------------- | ------------- | ------- | ---------- | ------------------- | --------------------- | ------ |
| Nokia X     | Qualcomm Snapdragon S4 da 1 GHz dual-core    | 4", 800 × 480 pixel   | 2014 Q1       | 3G      | 3 MP       | assente             | 1500 mAh (rimovibile) | 512 MB |
| Nokia X+    | Qualcomm Snapdragon S4 da 1 GHz dual-core    | 4", 800 × 480 pixel   | 2014 Q1       | 3G      | 3 MP       | assente             | 1500 mAh (rimovibile) | 768 MB |
| Nokia XL    | Qualcomm Snapdragon S4 da 1 GHz dual-core    | 5", 800 × 480 pixel   | 2014 Q1       | 3G, 4G  | 5 MP       | 2 MP                | 2000 mAh (rimovibile) | 768 MB |
| Nokia X2    | Qualcomm Snapdragon 200 da 1,2 GHz dual-core | 4,3", 800 × 480 pixel | 2014 Q2       | 3G      | 5 MP       | VGA 640 × 480 pixel | 1800 mAh (rimovibile) | 1 GB   |
| Nokia XL 4G | Qualcomm Snapdragon 400 da 1,2 GHz dual-core | 5", 800 × 480 pixel   | 2014 Q2       | 3G, LTE | 5 MP       | 2 MP                | 2000 mAh (rimovibile) | 1 GB   |

## Nokia X Software Platform
La piattaforma software dei dispositivi Nokia X, denominata Nokia X Software Platform, è basata su Android Open Source Project (AOSP) v4.4.2 e su kernel Linux. L'interfaccia grafica del launcher e delle app di sistema ricorda più quella di Windows Phone che quella di Android. Nelle app installabili tramite APK o scaricabili dallo store non viene modificata l'interfaccia utente e rimane quella di Android solo se l'app è realizzata con l'interfaccia Holo, se invece l'app è realizzata con l'interfaccia di Android 1.x/2.x viene modificata la navbar e i caratteri per trasformarla in simil-Holo.
Nella versione 2.0 Nokia (Microsoft) pubblica le linee guida per l'interfaccia, e annuncia che tutte le app realizzate con l'interfaccia nativa di Android 1.x/2.x e Holo l'interfaccia verrà modificata in quella del Nokia X Software Platform 2.0, anche se le differenze sono minime. L'interfaccia del Nokia X Software Platform 2.0 è sempre ispirata ai Windows Phone ma mantiene i caratteri dell'interfaccia Holo di Android 4.x.
Il Nokia X Software Platform a differenza di AOSP richiede solo il pulsante fisico indietro, e non supporta i pulsanti su schermo a differenza di Android. La versione 2.0 richiede i due pulsanti fisici indietro e menù e anche questa versione non supporta i pulsanti su schermo.
Il Nokia X Software Platform ha bloccato tutte le API di Google, è sprovvisto di Google Play Services e di tutte le altre app di Google; in alternativa è disponibile uno store chiamato Nokia Store, basato su Opera Store. La versione 2.0 è aperta alle API di Google ed ha fatto in modo che fossero attivabili dall'utente una volta effettuato il root e installato Google Play Services e le altre Google Apps.

### Panoramica delle versioni
| Versione | Versione AOSP | Data di distribuzione | Caratteristiche |
| -------- | ------------- | --------------------- | --- |
| 1.0      | 4.4.2         | Q1 2014               | Prima release disponibile su Nokia X, X+ e XL |
| 2.0      | 4.4.2         | 24 giugno 2014        | - Inserito l'elenco applicazioni (che ricorda molto da vicino quello dei Windows Phone) - Modificato il comportamento dei tiles durante la fase di ridimensionamento e di riposizionamento nella schermata principale - Aggiunta la nuova schermata per la gestione delle applicazioni in multitasking richiamabile con il tasto indietro - Il pannello di controllo, l'interfaccia utente della fotocamera, Fastlane hanno ricevuto ulteriori modifiche - La tastiera virtuale è stata riscritta da zero - Framework che unifica la grafica delle app scaricata dallo store |
| 2.1      | 4.4.2         | 2 settembre 2014      | - Nuova modalità Smart Mode per catturare gli oggetti in rapido movimento e creare foto uniche utilizzando le opzioni Action Shot, Best Shot o Motion Blur - Possibilità di personalizzare lo smartphone con live wallpapers e nuovi widget per la lock screen - Sincronizzazione con OneDrive e OneNote: sino a 15 GB di spazio su OneDrive e fino a 500 note in OneNote - Accesso ai servizi Google preferiti. È possibile sincronizzare i contatti di Google e accedere alla posta di Gmail - HERE Maps con indicazioni vocali turn-by-turn gratuite e licenza di navigazione globale (richiede il download dell'aggiornamento di HERE Maps dallo store) - Store aggiornato. Nuovo design per rendere più agevole il reperimento dei contenuti e migliorare l'integrazione con gli store di terze parti - Aggiunto supporto calendario locale - Aggiunto rifiuto chiamata con un messaggio - Aggiunto Parental control per lo Store - Aggiunto supporto landscape per mail e messaggistica. Autoconfigurazione degli account mail |